# Qitaihe
Qitaihe, tidigare stavat Tsitaiho, är en stad på prefekturnivå Heilongjiang-provinsen i nordöstra Kina.Den ligger omkring 350 kilometer öster om provinshuvudstaden Harbin.
Orten är den minsta orten till ytan bland i Heilongjiangs orter på prefekturnivå och näst minst i befolkningsstorlek. Redan 1910 upptäcktes kolfyndigheter i Qitaihe, men fyndigheterna började inte utnyttjas förrän i slutet på 1950-talet.

## Administrativ indelning
Prefekturen Qitaihe består av tre stadsdistrikt och ett härad:
| Karta         | Karta   | Karta     | Karta      | Karta             | Karta      | Karta                    |
| ------------- | ------- | --------- | ---------- | ----------------- | ---------- | ------------------------ |
|               |         |           |            |                   |            |                          |
| Nr            | Namn    | Kinesiska | Pinyin     | Befolkning (2010) | Area (km²) | Befolkningstäthet (/km²) |
| Stadsdistrikt |         |           |            |                   |            |                          |
| 1             | Taoshan | 桃山区    | Táoshān qū | 230 293           | 74         | 3 112                    |
| 2             | Xinxing | 新兴区    | Xīnxīng qū | 236 768           | 123        | 1 924                    |
| 3             | Qiezihe | 茄子河区  | Qiézihé Qū | 153 874           | 1 560      | 99                       |
| Härad         |         |           |            |                   |            |                          |
| 4             | Boli    | 勃利县    | Bólì xiàn  | 299 484           | 4 466      | 67                       |

## Klimat
Genomsnittlig årsnederbörd är 747 millimeter. Den regnigaste månaden är juli, med i genomsnitt 159 mm nederbörd, och den torraste är januari, med 3 mm nederbörd.